# Historia del caballo en el sur de Asia

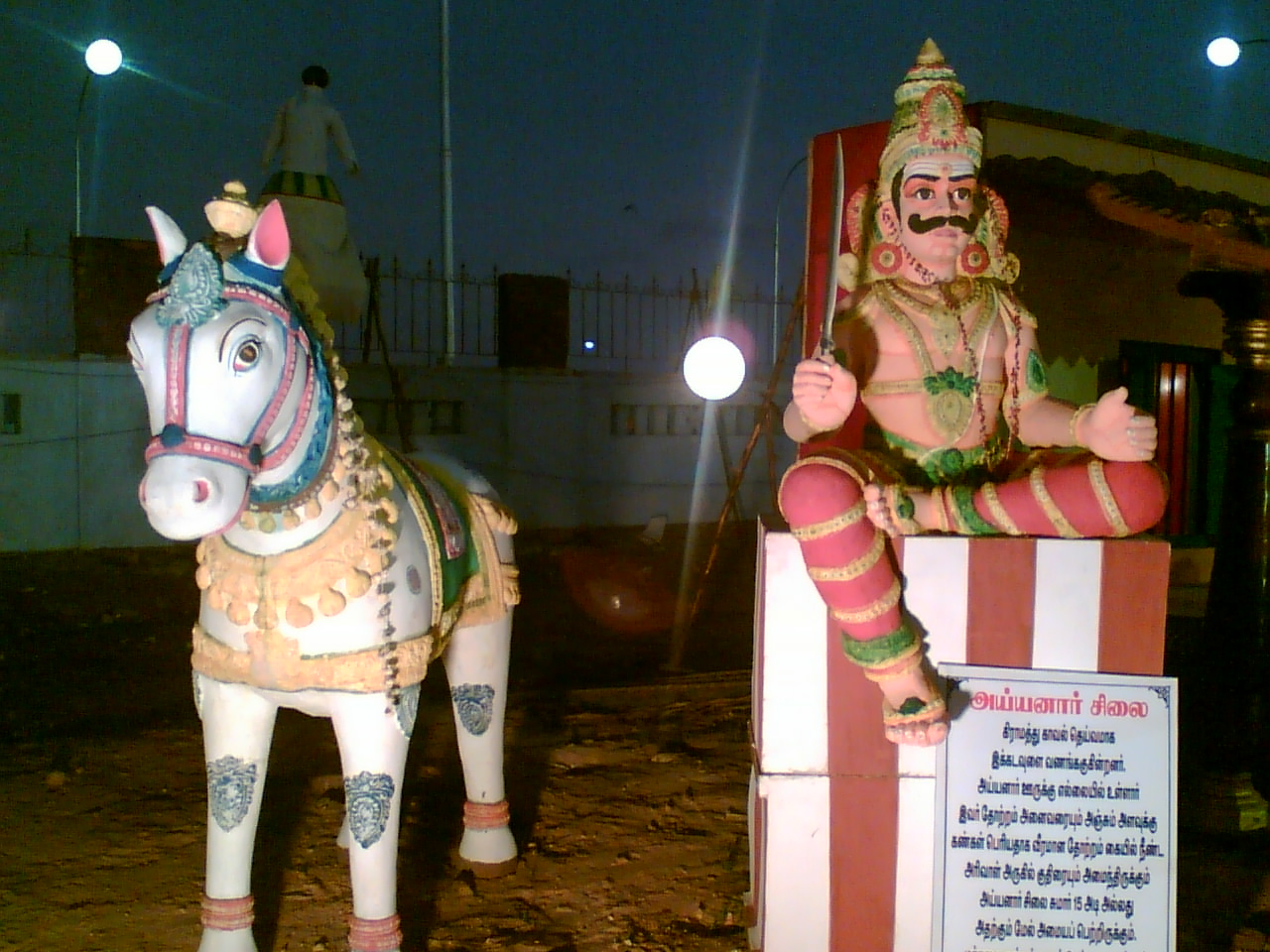
El dios local Aiyanar con su caballo.

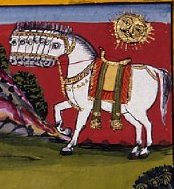
Uchaisravas, el mítico padre de los caballos.

El caballo ha estado presente en el sur de Asia desde al menos la mitad del II milenio a. C., más de dos milenios después de su domesticación en Asia central. La primera evidencia incontrovertible de restos de caballos en el subcontinente indio datan de los principios de la cultura suat (la cultura de las tumbas de Gandhara, en Afganistán y Pakistán, de alrededor del 1600 a. C.). Hay algunas afirmaciones sobre la existencia del caballo en épocas anteriores, incluso en la mitad del III a. C.milenio, pero generalmente no son aceptadas. El tema es de cierta importancia porque ayuda a datar la migración indoaria en la India.
El ashuá (‘caballo’, en sánscrito) es uno de los animales importantes que tienen referencias en las más antiguas escrituras hinduistas.

## El caballo en la mitología hinduista

### En el «Rig-veda»
En el Rig-veda (el texto más antiguo de la India, de mediados del II milenio a. C.) hay pocas referencias claras a una verdadera cabalgata. El himno con mayor claridad es el 5.61.2-3, que describe a los dioses Maruts como jinetes:

¿Dónde están sus caballos, donde las riendas? ¿Cómo habéis llegado? ¿Cómo habéis tenido el poder? Las riendas estaban en la nariz y el asiento en el lomo. El látigo se coloca sobre el flanco. Los héroes van con las piernas muy abiertas, como las mujeres cuando les nace un bebé.
Rig-veda (traducción de Griffith)

Según el himno 7.18.19, las tribus dasiu (los ayas, shigrus y los iaksus) también tenían caballos. McDonnell y Keith señalan que el Rigveda nunca describe a personas montando a caballo en una batalla.
Esto está de acuerdo con la datación habitual de la composición del Rigveda a fines de la Edad del Bronce, cuando los caballos desempeñaban un papel como medio de transporte, sobre todo como animales de tiro. La introducción de la caballería se remonta a principios de la Edad del Hierro, posiblemente una innovación de los iranios (específicamente de los partos), de alrededor del siglo IX a. C.).
Otro verso alude mitológicamente a la introducción del caballo y a la equitación:

Este corcel que Yama dio a Trita con sus arneses, y a él, el primero de todos, Indra montó.
Su freno el Gandharva sostuvo. Oh, Vasus, desde el Sol tú has creado este corcel.
Rig-veda 1.163.2, traducción de Griffith

### En el «Iáyur-veda»
El ashua-medha iagña (o ‘sacrificio de caballo’) es un ritual notable del Iáyur-veda.

## El dios caballo
Uno de los avatares de Visnú, Jaiagriva, se representa con cabeza de caballo. Es adorado como un dios del conocimiento.

## Simbolismo del caballo
En la leyenda del batido del océano ―mencionada en varios libros tardíos del hinduismo― dice que Uchai Sravas, el padre de los caballos, apareció por primera vez desde el fondo del océano de leche (uno de los siete océanos concéntricos que rodean la India según la mitología hinduista). Era un caballo con el color blanco y tenía dos alas. Indra, el más importante dios de la desaparecida religión védica (predecesora de la actual religión hinduista), se llevó el mítico caballo a su morada celestial Suarga. Posteriormente, Indra lo presentó a la humanidad. Sin embargo, le cortó las alas para garantizar que permaneciera en la Tierra (Prithvi) y no volara de regreso al Suarga.

## Arqueología

### Paleolítico
En la India se han encontrado restos de Equus namadicus en los niveles del Pleistoceno.
El Equus namadicus está estrechamente relacionado con el Equus sivalensis.
El Equus sivalensis vivía en las estribaciones de los Himalayas en tiempos prehistóricos y se supone que se extinguió durante la última Edad del Hielo.

### Edad del Bronce
Algunos arqueólogos sostienen que se han encontrado restos de caballos en depósitos en varios sitios:
- Mahagara, cerca de Prayagraj (fechados entre el 2265 y el 1480 a. C.), que se describe como Equus ferus caballus (Linn).
- Hallur, en Karnataka (entre el 1500 y el 1300 a. C.), que se describe como Equus ferus caballus.
- Mohenjo-Daro y Harappa (en Pakistán), caballito.
- Lothal (por ejemplo, una figurilla de terracota y un molar de un caballo, que data del 2200 a. C.)[4]
- Kalibangan
- Kuntasi (del 2300 al 1900 a. C.).
- Surkotada, de la cultura del valle del Indo (del 2400 al 1700 a. C.). A. K. Sharma ha identificado como Equus ferus caballus.

En 1997, el especialista en caballos Sandor Bökönyi confirmó estas conclusiones y señaló que las muestras dentales excavadas podrían «con toda probabilidad, considerarse restos de caballos verdaderos». Bökönyi declaró que «la existencia del caballo [Equus caballus L.] es evidenciada por el patrón de esmalte de la mandíbula superior e inferior, por el tamaño y la forma de los incisivos, y el tamaño y la forma de las falanges (los huesos de los dedos)».
Sin embargo, arqueólogos como Meadow (1997) no están de acuerdo, con el argumento de que los restos del caballo Equus caballus ferus son difíciles de distinguir de otras especies de équidos, tales como los Equus asinus (burros) o los Equus hemionus (onagros).
Un modelo de arcilla de un presunto caballo que se ha encontrado en Mohenjo-Daro, y una estatuilla de un supuesto caballo en Periano Ghundai, en el valle del río Indo.
Trautmann (1982) comentó que la importación de caballos siempre fue una preocupación de los indios y «es una estructura de la historia, entonces, que la India siempre ha sido dependiente de los caballos de Asia occidental y central».
La escasez de restos de caballos en la India central (en la zona de los grandes ríos Ganges y Yamuna) también se podría explicado por los factores climáticos, que conducen a la descomposición de toda materia orgánica. Pero ese problema no existiría en el desértico noroeste.
Los huesos de caballos en la zona del valle del Indo (Pakistán) también pueden ser raros porque quizá los harapeños no enterraban a los caballos ni los utilizaban en los entierros. S. P. Gupta: «The dawn of civilization», en G. C. Pande y D. P. Chattophadhyaya (eds.): History of science, philosophy and culture in indian civilization, vol. 1, parte 1. Nueva Delhi: Centre for Studies in Civilizations, 1999.</ref>
Otros sitios, como el complejo arqueológico Bactria Margiana (que algunos consideran como origen de los indoiranios), carecen de caballos, como los sitios de Harappa.
El caballo apareció en Mesopotamia alrededor del 1800 a. C. como animal de montura, y adquiere significación militar después de la invención del carro. La domesticación del caballo antes del segundo milenio parece estar confinado a su hábitat natural (la Gran Estepa).
Colin Renfrew (1999) también señaló: «La importancia del caballo [...] ha sido muy exagerada».
Bryant sostiene que «por medio de tal evidencia negativa, con la misma lógica que se utiliza para eliminar a la India como candidato de ser la tierra original de los caballos, en última instancia, cualquier región potencial podría ser descalificada debido a la falta de algunos elementos fundamentales protoindoeuropeos».
La declaración de Renfrew se refiere a su propia hipótesis del hogar original de los caballos en Anatolia, que es criticado por académicos de todo el mundo por motivos similares.
El Rig-veda describe que el caballo sacrificial tiene 34 costillas (2 × 17):

Las cuatro y treinta costillas del veloz corcel, pariente de los dioses, destroza el hacha del matador.
Cortad con habilidad, de manera que las partes sean impecables, y pieza por pieza declaradlos diseccionados.
Rig-veda 1.162.18 (traducción de Griffith)

David Frawley (2005) especula que el caballo rigvédico podría haber sido el Equus sivalensis (que puede haber tenido 34 costillas; los caballos modernos normalmente tienen 36, y algunos especímenes ocasionales tienen 34 o 38).

### Comercio de caballos
Ya en el Átharva-veda (2.30.29) ―un texto pocos siglos posterior al Rig-veda― ya se mencionan los comerciantes de caballos.
Una pintura en Ayanta muestra caballos y elefantes que se transportan por vía marítima.